# Strafford (Missouri)
Strafford és una població del Comtat de Greene (Missouri) als Estats Units d'Amèrica.

## Demografia
Segons el Cens dels Estats Units del 2000 Strafford tenia 1.845 habitants., 683 habitatges, i 499 famílies. La densitat de població era de 304,4 habitants per km².
Dels 683 habitatges en un 41,3% hi vivien nens de menys de 18 anys, en un 55,1% hi vivien parelles casades, en un 12,3% dones solteres, i en un 26,9% no eren unitats familiars. En el 22,7% dels habitatges hi vivien persones soles el 8,5% de les quals corresponia a persones de 65 anys o més que vivien soles. El nombre mitjà de persones vivint en cada habitatge era de 2,62 i el nombre mitjà de persones que vivien en cada família era de 3,08.
Per edats la població es repartia de la següent manera: un 28,9% tenia menys de 18 anys, un 9,1% entre 18 i 24, un 31,3% entre 25 i 44, un 20,4% de 45 a 60 i un 10,3% 65 anys o més.
L'edat mediana era de 32 anys. Per cada 100 dones de 18 o més anys hi havia 87,7 homes.
La renda mediana per habitatge era de 36.111 $ i la renda mediana per família de 39.722 $. Els homes tenien una renda mediana de 28.167 $ mentre que les dones 21.920 $. La renda per capita de la població era de 14.858 $. Entorn del 9,9% de les famílies i el 12,3% de la població estaven per davall del llindar de pobresa.

## Poblacions properes
El següent diagrama mostra les poblacions més properes.